# GD-ROM
Le GD-ROM (abréviation de Gigabyte Disk Read-Only Memory) est le format propriétaire de disque optique utilisé par la console Dreamcast, ainsi que par les systèmes d'arcade Naomi, Naomi 2, Chihiro et Triforce.

## Caractéristiques
Ce matériel est similaire à la norme CD-ROM, excepté au niveau des microcuvettes du disque qui sont beaucoup plus resserrées, ce qui donne une plus grande capacité de stockage : environ 1,2 Go, ce qui représente presque le double de la capacité de stockage d'un CD-ROM standard. Il est développé pour Sega par la société Yamaha. Le GD-ROM a également été commercialisé en tant que mise à niveau du Naomi, ainsi que le Naomi 2, permettant l'utilisation d'un autre média que la cartouche d'origine. Il est également utilisé avec les systèmes d'arcade suivant : Chihiro et Triforce.

## Régions
Il y a trois zones de données sur un GD-ROM. La première zone utilise le format conventionnel des CD-ROM, elle peut être de 35 Mo et contient une piste audio d'avertissement multilingue (anglais, français, espagnol, allemand et japonais) que le disque doit être utilisé sur une Dreamcast, et non dans un lecteur CD ordinaire. Ce message audio utilise occasionnellement la voix du personnage principal du jeu dans un message léger ou humoristique (par exemple, Skies of Arcadia propose le message We can't save the world from a CD player, so put us back in the Dreamcast so we can do our job!). La section CD contient également une partie dont les données sont lisibles sur un ordinateur personnel.
Bien que la plupart des disques ne comprennent que les fichiers texte identifiant le jeu, les droits d'auteur et les crédits, certains contiennent des bonus pour les possesseurs d'ordinateurs personnels (par exemple, Sonic Adventure contient des images à l'effigie des personnages de Sonic à utiliser comme des fonds d'écrans, ou des vidéos). Vient ensuite une piste de séparation qui ne contient aucune donnée, à part le texte Produced by or under license from SEGA Enterprises LTD Trademark SEGA (similaire à la Sega Saturn, il est estimé que la clé de sécurité était stockée dans cette zone pour éviter le piratage). La dernière zone (à l'extérieur) de la section du disque, dites de haute-densité, contient les données du jeu lui-même dans un format de plus haute densité. Cette section est de 112 minutes, avec une taille de données de 1 Go.
Le lecteur de CD-Rom ne peut pas lire au-delà de la première piste parce que, selon la table of contents CD (TOC), il n'existe pas de donnée à cet endroit. Avec un firmware modifié pour rechercher une deuxième TOC, il est possible de lire les données de la région de haute-densité sur un lecteur CD-Rom classique. On peut aussi utiliser un « swap-trick » en laissant d'abord le lecteur de CD-ROM lire la TOC à partir d'un CD-ROM normal avec une grande piste, puis échanger le disque avec un GD-ROM tout en empêchant le lecteur de CD-ROM de détecter qu'un nouveau disque a été inséré. Il est alors possible de lire dans la région de haute-densité autant de données qu'indiquées par la TOC du premier disque.
Cependant, la manière la plus répandue pour d'accéder aux données d'un GD-ROM est d'utiliser la Dreamcast elle-même en tant que lecteur, et de copier les données vers un ordinateur au moyen d'un « coder's cable » ou un « Dreamcast Broadband Adapter ».

## Spécificités techniques
Le temps moyen d'accès du GD-ROM est inférieur à celui d'un CD-ROM. Le GD-ROM Dreamcast fonctionne en mode de vitesse angulaire constante (CAV, constant angular velocity), à la différence d'un lecteur de CD-ROM classique, qui fonctionne en mode de vitesse linéaire constante (CLV, constant linear velocity). En diminuant la vitesse du disque de moitié et en laissant les composants du CD-ROM standard lire aux taux normaux, Sega a atteint une plus forte densité en la doublant presque. Cette méthode permit à Sega d'utiliser des composants moins onéreux lors de la construction de la Dreamcast.
En raison de la forte densité d'un GD-ROM, la couche de données est très fragile et de petites taches ou rayures sont susceptibles de rendre un disque illisible.
Le projet NetBSD a mis au point un pilote GD-ROM pour NetBSD. Un pilote pour Linux existe depuis le Noyau Linux 2.6.25.